# カナダ国内軍
カナダ国内軍(Canada Command,Canada COM)は、カナダ軍(Canadian Forces)において編成されていた統合軍組織。カナダ国内および北アメリカにおける統一指揮機構として2006年に設立された。本土防衛のほか、テロや災害時における対応、文民組織の支援などを目的としている。アメリカ北方軍・北アメリカ航空宇宙防衛司令部とも協力する体制にある。国防参謀総長に直結する組織であり、国内を6つの地域に分け、それぞれに統合任務部隊(JTF)司令部を配していた。
2012年10月にカナダ国外派遣軍(CEFCOM)及びカナダ作戦支援軍(CANOSCOM)との統合により、カナダ統合作戦軍(Canadian Joint Operations Command,CJOC)へと改編されている。

## 統合任務部隊
- 北部統合任務部隊(JTF North)：司令部はイエローナイフ所在。
- 太平洋統合任務部隊(JTF Pacific)：司令部はエスキモルト所在。
- 西部統合任務部隊(JTF West)：司令部はエドモントン所在。
- 中部統合任務部隊(JTF Central)：司令部はトロント所在。
- 東部統合任務部隊(JTF East)：司令部はセント・ジーン所在。
- 大西洋統合任務部隊(JTF Atlantic)：司令部はハリファックス所在。